# 長野県岡谷竜上高等学校
長野県岡谷竜上高等学校（ながのけんおかやりゅうじょうこうとうがっこう）とは、長野県岡谷市にあった公立高等学校である。

## 沿革
- 1957年4月1日 - 長野県岡谷東高等学校の定時制が分離独立して開校。
- 1981年3月31日 - 閉校。

## 最寄駅
- 東日本旅客鉄道（閉校当時は日本国有鉄道）中央本線：岡谷駅